# Liste der Baudenkmäler in Herzogenaurach
Auf dieser Seite sind die Baudenkmäler in der mittelfränkischen Stadt Herzogenaurach zusammengestellt. Diese Tabelle ist eine Teilliste der Liste der Baudenkmäler in Bayern. Grundlage ist die Bayerische Denkmalliste, die auf Basis des Bayerischen Denkmalschutzgesetzes vom 1. Oktober 1973 erstmals erstellt wurde und seither durch das Bayerische Landesamt für Denkmalpflege geführt wird. Die folgenden Angaben ersetzen nicht die rechtsverbindliche Auskunft der Denkmalschutzbehörde.
 Diese Liste gibt den Fortschreibungsstand vom 15. Dezember 2023 wieder und enthält 135 Baudenkmäler.

## Ensembles

### Altstadt Herzogenaurach
Das Ensemble umfasst das Stadtgebiet in den Grenzen seiner zweiten, erweiterten Ummauerung des 15. Jahrhunderts. Kern des 1002 erstmals genannten, seit 1021 bambergischen Aurach (Uraha) ist ein an Stelle des Kirchenbezirks anzunehmender Königshof. Die Stadt selbst entstand daneben, möglicherweise als Gründung der Herzöge von Andechs-Meranien (Herzogen-) in der ersten Hälfte des 13. Jahrhunderts. Es handelt sich um eine parallel zum Fluss verlaufende Straßenmarktanlage. Die von Tor zu Tor in leichter Kurvung durchgezogene Hauptstraße ist, auf Höhe der Badgasse, nach Norden um den rechteckigen, in Hanglage aufsteigenden Marktplatz erweitert, an dessen Nordseite ein drittes, heute nicht mehr vorhandenes Stadttor stand. Die Gründung des 13. Jahrhunderts besitzt beiderseits des Straßenmarkts eine regelmäßige, langstreifige Parzellenstruktur. Sie bildet den heutigen Stadtkern und stellt, eingegrenzt durch die beiden spätmittelalterlichen Tortürme, eine städtebauliche Dominante dar. Neben der Marktanlage waren der Kirchhof mit der Pfarrkirche und das wohl gleichzeitig mit dem Markt entstandene Bambergische Amtsschloss eigenbefestigte Bezirke. Beide liegen am Hang erhöht, die Kirche auf einer eigens abgestützten Terrasse. Die das Stadtgebiet erweiternde Neuummauerung des 15. Jahrhunderts beschränkte sich auf die Einbeziehung der in der Zwischenzeit gewachsenen Vorstädte entlang der Durchgangsstraße und einer bereits vorhandenen, den Markt nördlich umgehenden Nebenstraße (Hintere Gasse). Das neue Gelände wurde nicht planerisch geordnet, so dass sich hier, im Gegensatz zur inneren Gründungsstadt, keine regelmäßige Parzellenstruktur findet. Durch die Einbeziehung des bis dahin westlich vor der Stadt abzweigenden Weges nach Ansbach (Steggasse) wurde die Stadt zur Viertorestadt. Der Stadtkern besitzt geschlossene Reihung stattlicher Ackerbürgerhäuser. Die Anwesen bestanden nach der ursprünglichen Anordnung aus dem Vorderhaus, einem schmalen, nach hinten führenden Verbindungsbau und dem das Grundstück rückwärts abriegelnden Wirtschaftsgebäude (jetzt vielfach gestört, an Hauptstraße 21 erhalten). Die Bebauung im Erweiterungsgebiet ist offener, hier überwiegen kleinere bäuerliche Anwesen und Handwerkerhäuser. Das Ortsbild ist stark durch Fachwerkhäuser in der Erscheinungsweise des 17. und 18. Jahrhunderts geprägt, meist über älterem Kern, verdichtet mit Bauten des 19. und 20. Jahrhunderts. Die Häuser des 17. Jahrhunderts sind giebel-, diejenigen des 18. Jahrhunderts traufständig mit Fachwerkobergeschoss über massivem Erdgeschoss, oft mit einem für den Ort charakteristischen Zwerchbau in der Mittelachse. Die historische Bebauung ist in der Kernstadt relativ dicht, im Erweiterungsgebiet durch Erneuerungen und Neubauten stark aufgebrochen. An öffentlichen Monumentalbauten sind die Pfarrkirche des 14. Jahrhunderts, das über mittelalterlicher Grundlage im frühen 18. Jahrhundert erneuerte und 1940 im Sinne des Heimatstils umgestaltete, frei auf dem Marktplatz stehende Rathaus sowie das ehemalige Spitalgebäude aus dem frühen 16. Jahrhundert zu nennen. Aktennummer: E-5-72-132-1.

## Stadtbefestigung
Die erste Befestigung mit Graben von der Kirchenterrasse ausgehend um die Kernstadt und die nördlich davon gelegenen Burg wurde um 1300 errichtet. Davon sind der östliche Fehnturm und der westliche Türmersturm erhalten. Auf Befehl des Bamberger Bischofs wurde 1409 die Befestigung ausgebaut. Hierzu wurde ein zweiter Mauerrings um die Kirchenterrasse und Teile der Vorstadt um 1450 gezogen. Nach Beschädigungen durch Kriegshandlungen und Brandschatzungen wurde sie im 17. Jahrhundert wiederaufgebaut. 1802 wurden die beiden an die Türme angebauten Tore niedergelegt. Die erweiterte Befestigungsmauer des 15. Jahrhunderts ist nur mehr in niedrigen Restabschnitten erkennbar: auf der Nordseite entlang Am Hirtengraben und in Häusern Am Rahmberg verbaut, auf der Ostseite stückweise entlang Am Rahmberg sowie zwischen Reytherstraße und zum Flughafen, auf der Südseite bruchstückhaft in wenigen Hintergebäuden von Anwesen der Hauptstraße verbaut, und auf der Westseite schließt sie im Bereich der Stadtmühle. Rechteckige Befestigungstürme scheinen in Wohnhäusern weiterzuleben, so an den Nordwest- und Nordostecken sowie Am Hallertürlein, der Rest eines kleinen Rundturmes steht im Bereich der Stadtmühle. Aktennummer: D-5-72-132-1.

| Lage                      | Objekt                                           | Beschreibung | Akten-Nr.               | Bild           |
| ------------------------- | ------------------------------------------------ | --- | ----------------------- | -------------- |
| Badgasse 3 (Standort)     | Befestigungsturm der Stadtmauer                  | Massivbau mit Pyramidendach, im Wohnhaus integriert, 15. Jahrhundert | D-5-72-132-15 Wikidata  | weitere Bilder |
| Hauptstraße 19 (Standort) | Fehnturm, Torturm des ehemaligen Unteren Tores   | Fünfgeschossiger Turm über fast quadratischem Grundriss, Buckelquader mit Saumschlag, Pyramidendach, mit Scharwachtürmchen, spätmittelalterlich, über Kern des 13. Jahrhunderts | D-5-72-132-163 Wikidata | weitere Bilder |
| Hauptstraße 47 (Standort) | Türmersturm, Torturm des ehemaligen Oberen Tores | Buckelquader mit Saumschlag und Pyramidendach mit barocker Laterne und welscher Haube von 1724, Scharwachttürmchen, über Kern von 1386, eingelassene Platte mit Wappen, bezeichnet „1653“, Inschriftentafel, bezeichnet „1573“, auf gekehlte Konsole Pietà, wohl erste Hälfte 15. Jahrhundert | D-5-72-132-55 Wikidata  | weitere Bilder |

Die erhaltenen Mauerabschnitte der Stadtmauer sind folgende:
- Am Hirtengraben (Lage), (Lage)
- Am Rahmberg (Lage), (Lage)
- Am Rahmberg (Lage), (Lage)
- Rheyter Straße 10, 8, 6 (Lage), (Lage)
- Rheyter Straße 4 (Lage)
- Ritzgasse 6 (Lage)
- Hauptstraße 9 (Lage)
- Hauptstraße 21 (Lage)
- Tuchmachergasse (Lage), (Lage)

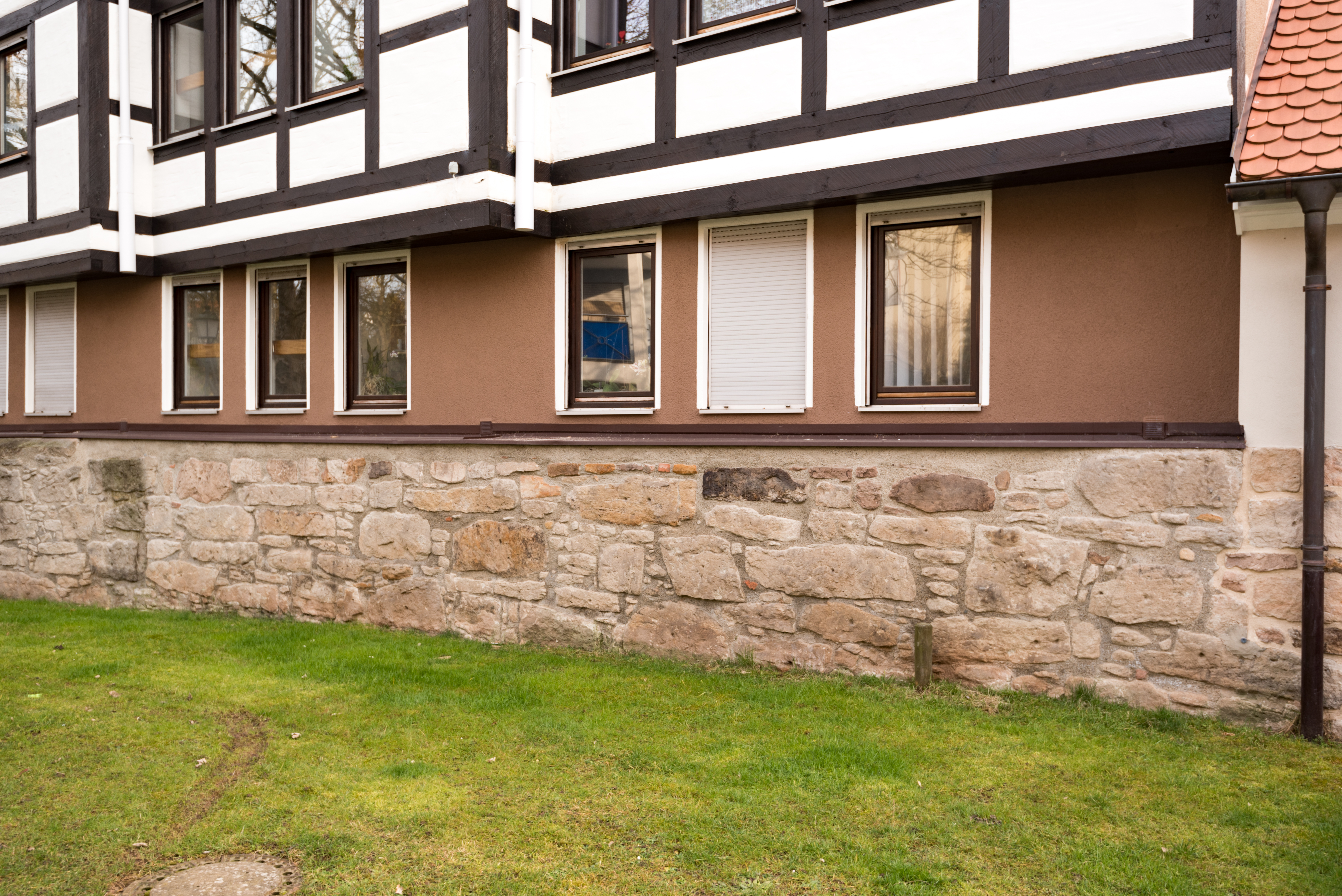
Am Hirtengraben, Feldseite
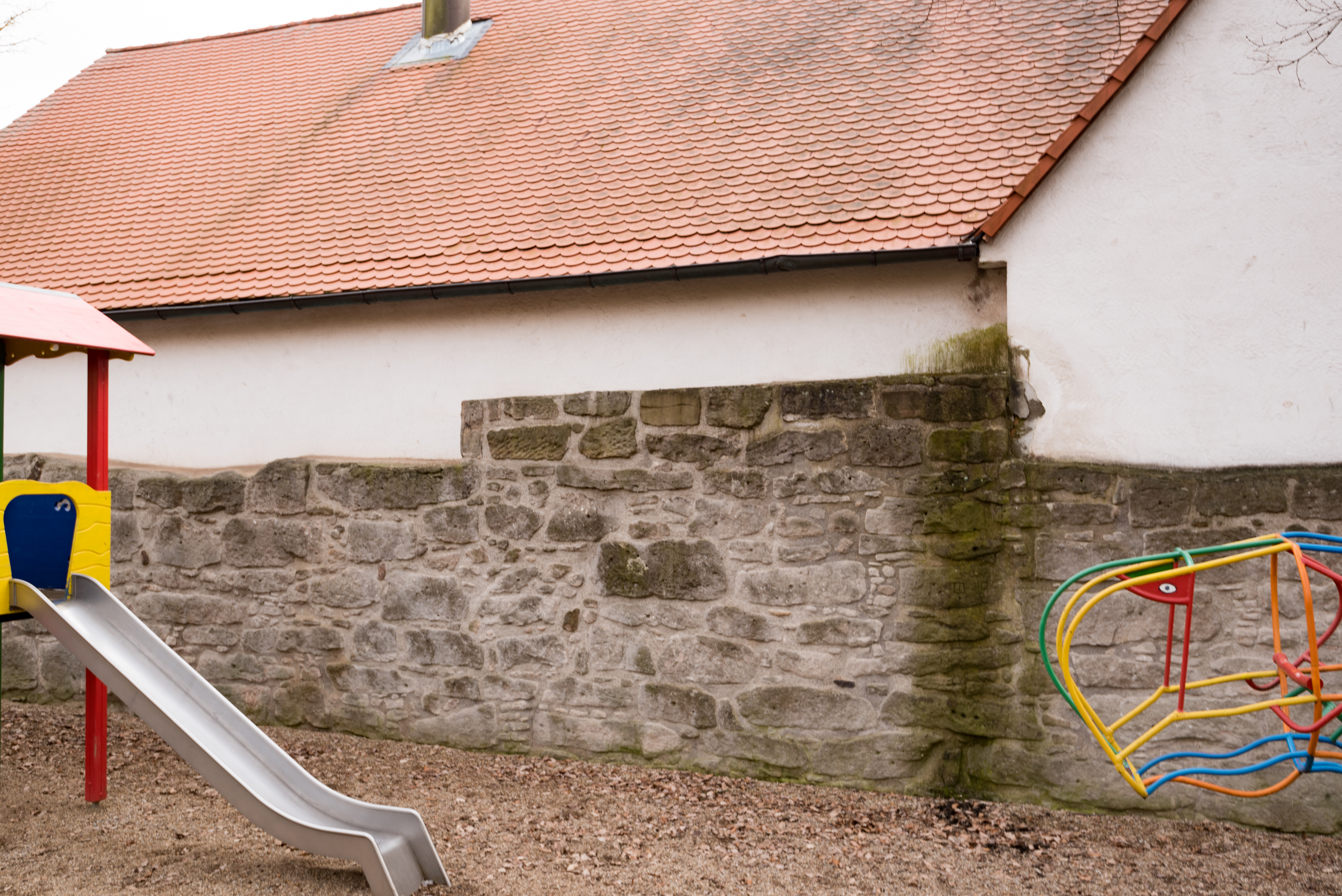
Am Hirtengraben, Feldseite
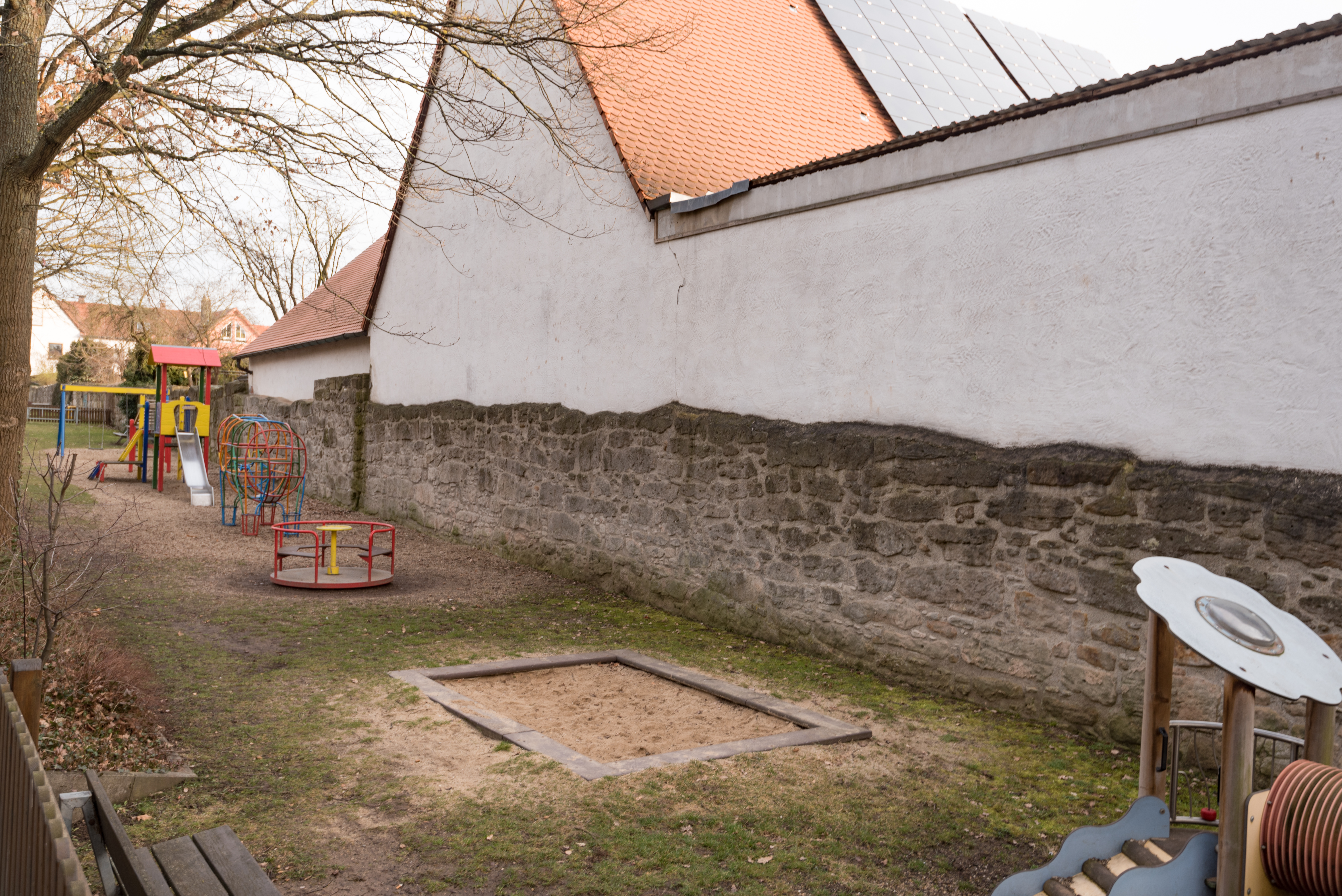
Am Hirtengraben, Feldseite
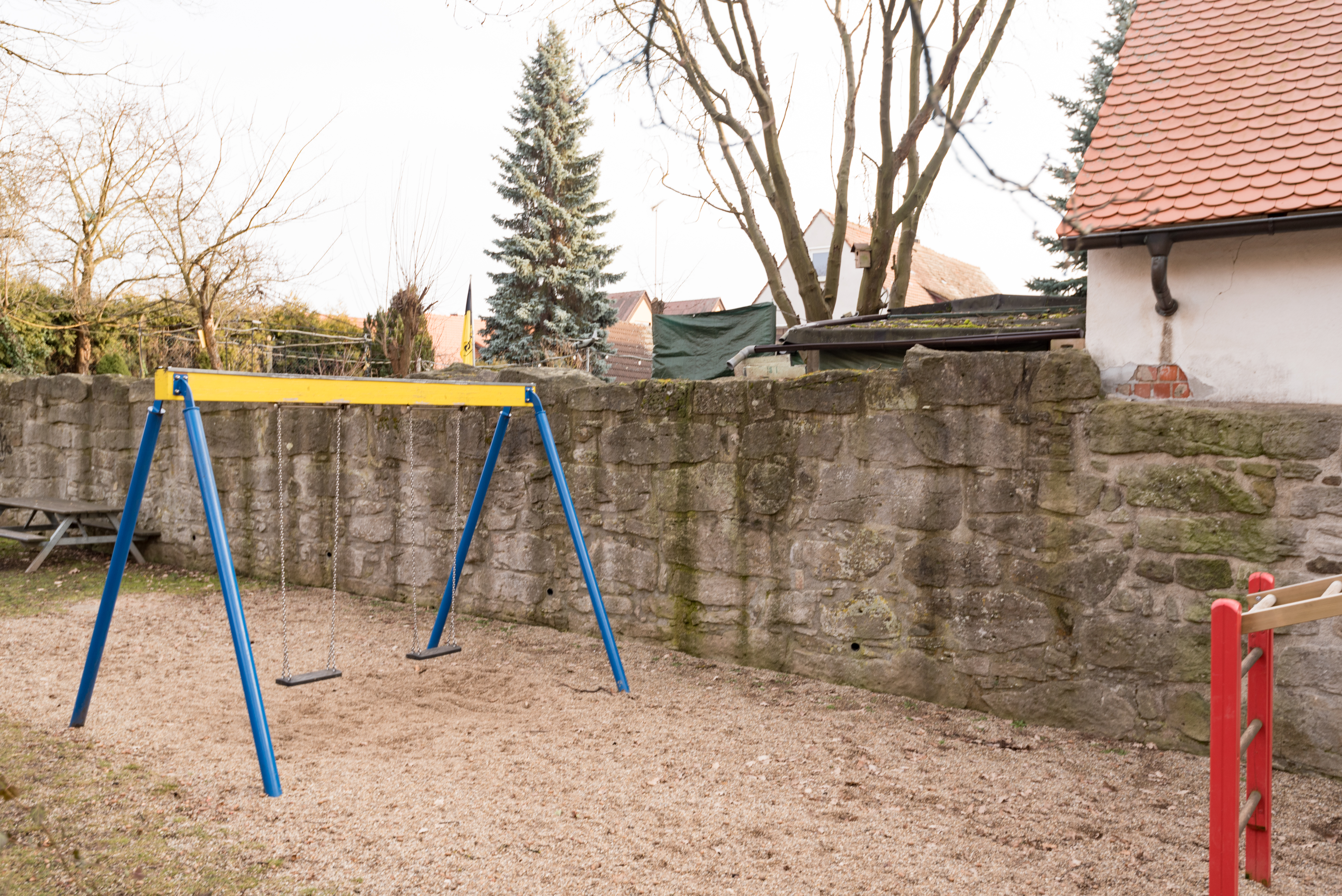
Am Hirtengraben, Feldseite
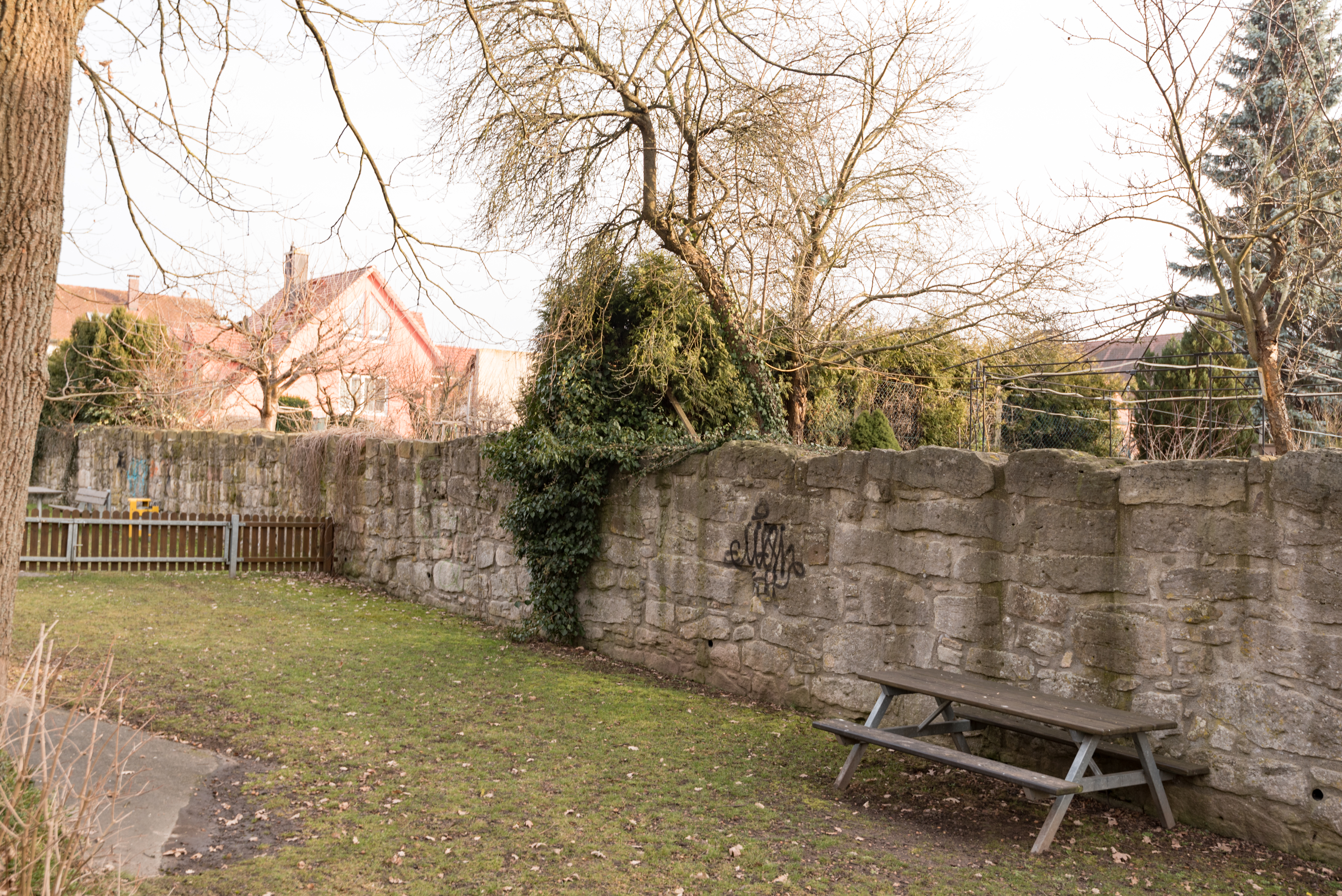
Am Hirtengraben, Feldseite
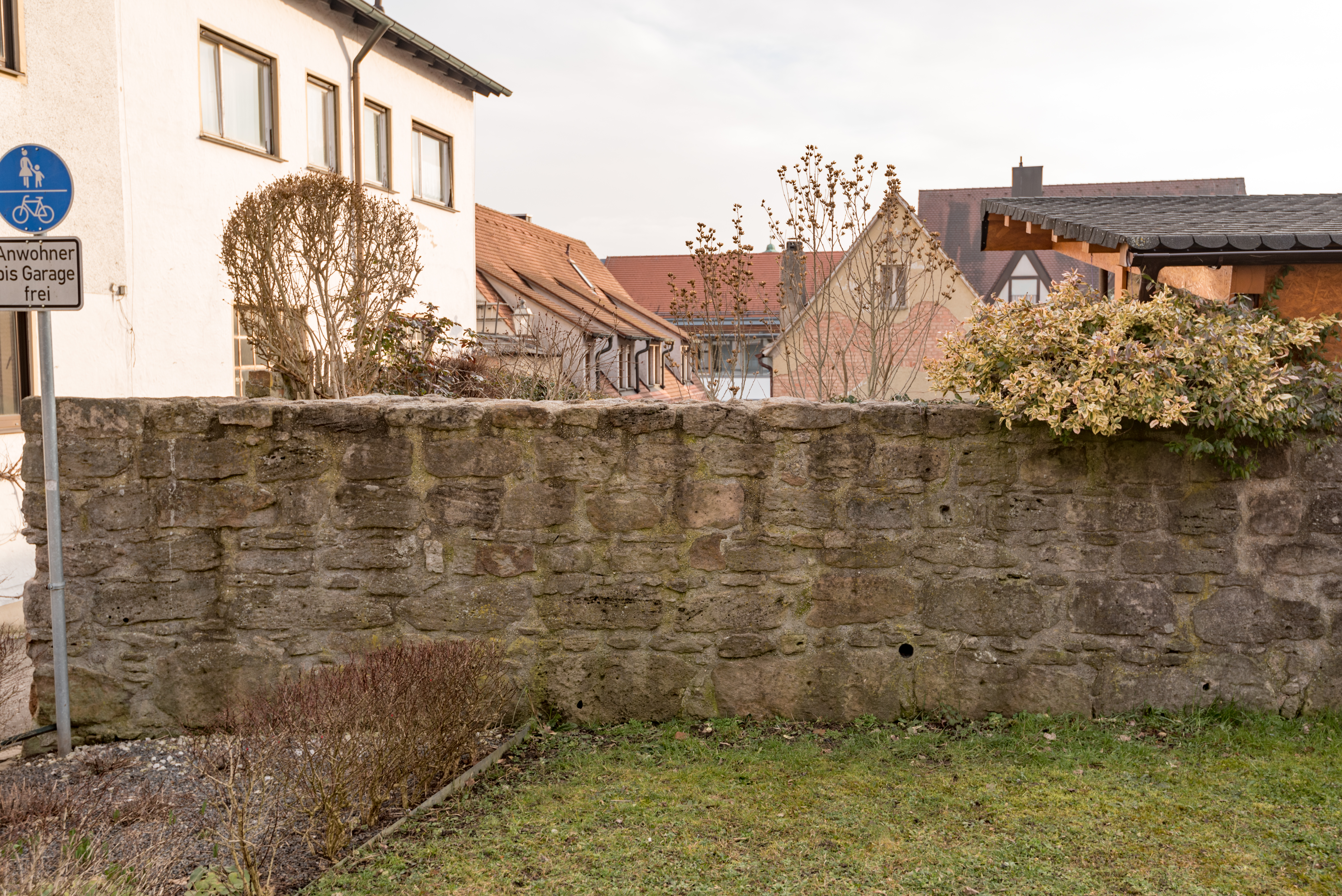
Am Hirtengraben, Feldseite
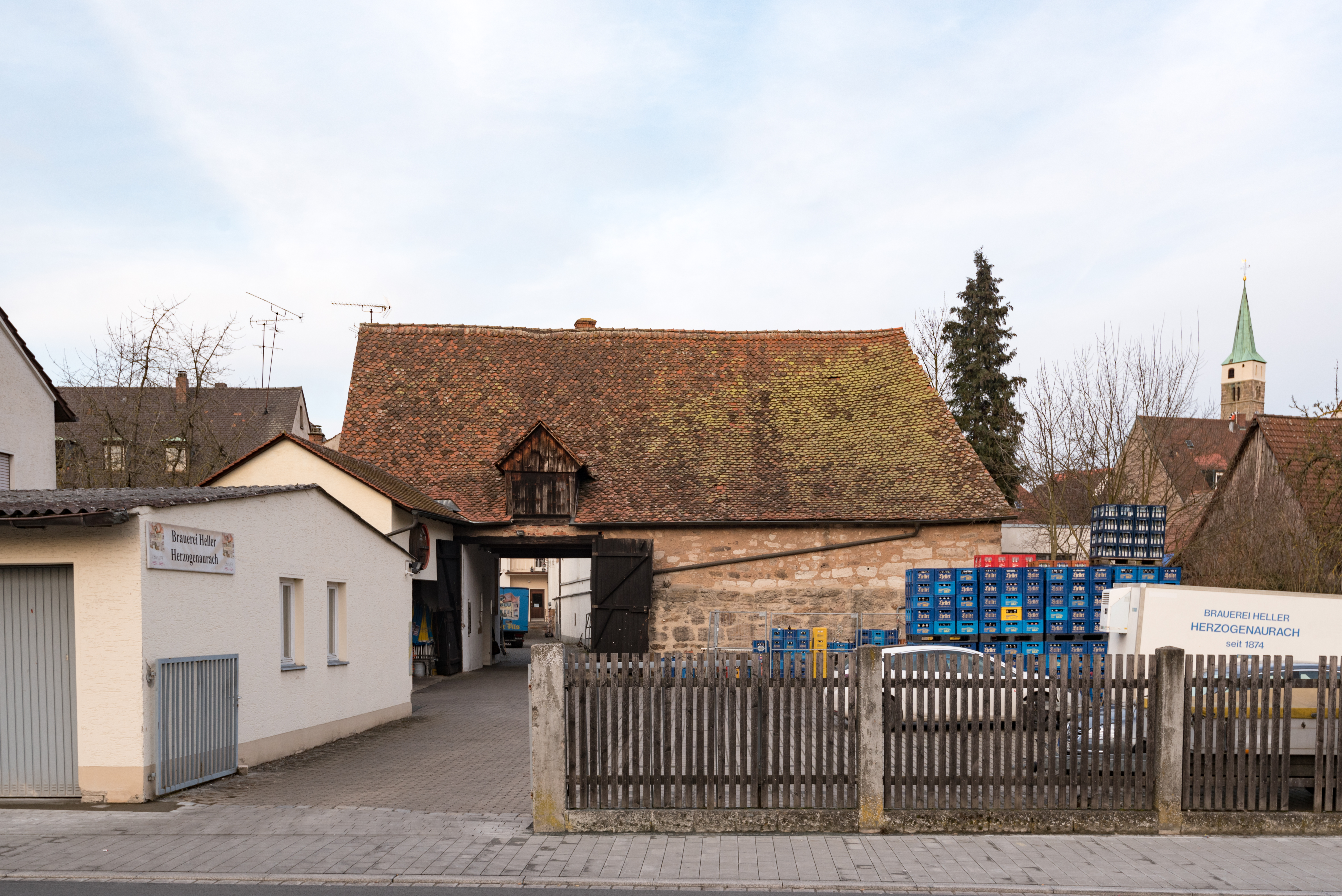
Hauptstraße 33, Stadtmauerrest in Scheune

## Baudenkmäler nach Ortsteilen

### Herzogenaurach
| Lage                                                                  | Objekt                                                                           | Beschreibung | Akten-Nr.               | Bild           |
| --------------------------------------------------------------------- | -------------------------------------------------------------------------------- | --- | ----------------------- | -------------- |
| Adlerstraße 11 (Standort)                                             | Pavillon                                                                         | Kleiner Massivbau mit flachem Mansardwalmdach, 18. Jahrhundert | D-5-72-132-2 Wikidata   | BW             |
| Am Buck (Standort)                                                    | Aussichtsturm, sogenannter Loritzfelsen                                          | künstliche Felsengruppe aus Gräfenberger Muschelkalk und Dolomitsteinen, gestiftet von Bernhard Loritz, errichtet durch Georg Ferdinand Kurr, 1910–11, bez. 1909 | D-5-72-132-203          | BW             |
| Am Hallertürlein 2 (Standort)                                         | Wohnhaus                                                                         | Zweigeschossiger giebelständiger Satteldachbau, massiv über hohem Sockel, über ehemaligem Turm der Stadtbefestigung 16./17. Jahrhundert, Umbau zum Wohnhaus 19. Jahrhundert | D-5-72-132-3 Wikidata   | weitere Bilder |
| Am Hallertürlein 3 (Standort)                                         | Kleinhaus                                                                        | Eingeschossiges Satteldachhaus mit Fachwerkgiebel, zweite Hälfte 18. Jahrhundert | D-5-72-132-4 Wikidata   | weitere Bilder |
| Nähe Am Schloßgraben (Standort)                                       | Ackerbürgerhaus                                                                  | Zweigeschossiger Walmdachbau mit Fachwerkobergeschoss, bezeichnet „1823“, über älterem Kern | D-5-72-132-13 Wikidata  | weitere Bilder |
| Am Weihersbach (Standort)                                             | Drei Felsenkeller                                                                | Ehemals Lagerkeller für Bier, in den Sandsteinfels gehauene, gekrümmte Felsengänge, zum Teil mit Steinbänken zur Fasslagerung, angelegt 1782, 1795 und 1820 | D-5-72-132-200          | BW             |
| Badgasse 4 (Standort)                                                 | Ackerbürgerhaus                                                                  | Zweigeschossiger traufständiger Satteldachbau mit Fachwerkobergeschoss, 1699 | D-5-72-132-14 Wikidata  | weitere Bilder |
| Nähe Badgasse (Standort)                                              | Scheune                                                                          | Fachwerk mit Satteldach, 17./18. Jahrhundert | D-5-72-132-14 Wikidata  | BW             |
| Bahnhofstraße 2 (Standort)                                            | Postamt                                                                          | Zweigeschossiger massiver Satteldachbau mit Schopfwalm, Heimatstil, um 1925 | D-5-72-132-17 Wikidata  | weitere Bilder |
| Nähe Bamberger Straße, beim Grundstück Bamberger Straße 33 (Standort) | Steinkreuz                                                                       | Sandstein, wohl 17. Jahrhundert | D-5-72-132-127 Wikidata | weitere Bilder |
| Nähe Bamberger Straße (Standort)                                      | Wegkreuz                                                                         | Metallkreuz mit goldgefasstem Corpus auf hochrechteckigem Sandsteinsockel, bez. 1850; von drei Linden umgeben | D-5-72-132-207          | BW             |
| Bamberger Straße 4 (Standort)                                         | Wohnhaus                                                                         | Zweigeschossiger traufständiger Satteldachbau mit Aufzugsgaube und Fachwerkobergeschoss, bezeichnet „1787“ | D-5-72-132-18 Wikidata  | weitere Bilder |
| Engelgasse 2 (Standort)                                               | Wohnhaus                                                                         | Eingeschossiger traufständiger Satteldachbau, Fachwerk, 18. Jahrhundert | D-5-72-132-20 Wikidata  | weitere Bilder |
| Engelgasse 3 (Standort)                                               | Wohnhaus                                                                         | Zweigeschossiger traufständiger Satteldachbau mit Fachwerkobergeschoss, frühes 19. Jahrhundert | D-5-72-132-21 Wikidata  | weitere Bilder |
| Engelgasse 4 (Standort)                                               | Inschrifttafel                                                                   | In das um 1935 gebaute Haus eingelassene barocke Sandsteintafel mit Bezeichnung „+H+K+1.70.11.“ (1711 oder 1701) | D-5-72-132-22 Wikidata  | weitere Bilder |
| Engelgasse 6 (Standort)                                               | Wohnhaus                                                                         | Zweigeschossiger Walmdachbau mit verputztem Fachwerkobergeschoss, spätes 18. Jahrhundert | D-5-72-132-23 Wikidata  | weitere Bilder |
| Engelgasse 8 (Standort)                                               | Wohnhaus                                                                         | Zweigeschossiger Walmdachbau mit Fachwerkobergeschoss, erste Hälfte 19. Jahrhundert | D-5-72-132-24 Wikidata  | weitere Bilder |
| Engelgasse 10, Kirchenplatz 9 (Standort)                              | Ehemaliges Seelhaus                                                              | Erdgeschossiges Doppelhaus in Ecklage, Fachwerkbau mit Satteldach und Halbwalm im Süden, 1457/58 (dendrochronologisch datiert) | D-5-72-132-95 Wikidata  | weitere Bilder |
| Erlanger Straße 5 (Standort)                                          | Gasthof                                                                          | Zweigeschossiger Satteldachbau mit verputztem Fachwerkobergeschoss, 17./18. Jahrhundert | D-5-72-132-26 Wikidata  | weitere Bilder |
| Erlanger Straße 6 (Standort)                                          | Wohnhaus                                                                         | Zweigeschossiger Walmdachbau mit Fachwerkobergeschoss, frühes 19. Jahrhundert (siehe Bahnhofstraße 1) | D-5-72-132-27 Wikidata  | weitere Bilder |
| Erlanger Straße 8 (Standort)                                          | Wohnhaus                                                                         | Zweigeschossiger Walmdachbau mit Fachwerkobergeschoss, 18. Jahrhundert | D-5-72-132-28           | weitere Bilder |
| Erlanger Straße 35 (Standort)                                         | Liebfrauenhaus                                                                   | Zweigeschossiges Walmdachgebäude mit seitlich angedeuteten Pavillons und übergiebeltem Mittelrisalit, bekrönt von Marienfigur, in reduziert historistischen Formen, 1899 von Andreas Kurr. Angebaut katholische Liebfrauenkirche, Saalbau mit eingezogenem Chor, Turm mit Spitzhelm, neugotisch, 1905–07 (bezeichnet „1908“) nach Plänen von Johann Baptist Schott (München); mit Ausstattung | D-5-72-132-29 Wikidata  | weitere Bilder |
| Hauptstraße 3 (Standort)                                              | Wohnhaus                                                                         | Zweigeschossiger traufständiger Satteldachbau mit Fachwerkgiebel und -obergeschoss, 17. Jahrhundert, Neurenaissanceladenfront, Gusseisen, spätes 19. Jahrhundert | D-5-72-132-30 Wikidata  | weitere Bilder |
| Hauptstraße 4 (Standort)                                              | Wohn- und Geschäftshaus                                                          | Zweigeschossiger giebelständiger Satteldachbau mit Schopf und Fachwerkobergeschoss, 17./18. Jahrhundert | D-5-72-132-31 Wikidata  | weitere Bilder |
| Hauptstraße 6 (Standort)                                              | Wohn- und Geschäftshaus                                                          | Zweigeschossiger Walmdachbau mit Fachwerkobergeschoss, frühes 19. Jahrhundert. Mit Hausfigur, farbig gefasste Muttergottes. | D-5-72-132-33 Wikidata  | weitere Bilder |
| Hauptstraße 7 (Standort)                                              | Wohn- und Geschäftshaus                                                          | Zweigeschossiger Walmdachbau mit verputztem Fachwerkobergeschoss, bezeichnet „1799“, Zwerchhaus um 1900 | D-5-72-132-34 Wikidata  | weitere Bilder |
| Hauptstraße 8 (Standort)                                              | Handwerkerhaus                                                                   | Zweigeschossiger traufständiger Satteldachbau mit verputztem Fachwerkobergeschoss, 18./19. Jahrhundert | D-5-72-132-35 Wikidata  | weitere Bilder |
| Hauptstraße 10 (Standort)                                             | Bürgerhaus                                                                       | Zweigeschossiger Eckbau mit Satteldach und Fachwerkobergeschoss, Anfang 18. Jahrhundert | D-5-72-132-37 Wikidata  | weitere Bilder |
| Hauptstraße 14 (Standort)                                             | Ackerbürgerhaus                                                                  | Zweigeschossiger traufständiger Satteldachbau mit Fachwerkobergeschoss, Tordurchfahrt und Aufzugsgaube, 18. Jahrhundert | D-5-72-132-38 Wikidata  | weitere Bilder |
| Hauptstraße 15 (Standort)                                             | Bürgerhaus                                                                       | Zweigeschossiger traufständiger Satteldachbau mit Fachwerkobergeschoss, Anfang 19. Jahrhundert | D-5-72-132-39 Wikidata  | weitere Bilder |
| Hauptstraße 16 (Standort)                                             | Wohn- und Geschäftshaus                                                          | Zweigeschossiger traufständiger Satteldachbau, Erdgeschoss Sandsteinquader, Obergeschoss Fachwerk verputzt, 1488/89 (dendrochronologisch datiert), Ladeneinbau, Gusseisen, um 1880 | D-5-72-132-40 Wikidata  | BW             |
| Hauptstraße 21 (Standort)                                             | Ackerbürgerhof: Vorderhaus                                                       | zweigeschossiger Walmdachbau mit Zwerchhaus und Tordurchfahrt, Erdgeschoss teilweise massiv, Verbindungsbau, zweigeschossiger Satteldachbau mit Fachwerkobergeschoss und Altane | D-5-72-132-41 Wikidata  | weitere Bilder |
| Hauptstraße 21 (Standort)                                             | Ackerbürgerhof: Scheune                                                          | Fachwerkbau mit Satteldach, 16./17. Jahrhundert, über mittelalterlichem Kern, In der Scheune verbaut Stadtmauer, 15. Jahrhundert | D-5-72-132-41 Wikidata  | weitere Bilder |
| Hauptstraße 23 (Standort)                                             | Bürgerhaus                                                                       | Zweigeschossiger Walmdachbau mit Fachwerkobergeschoss und Aufzugsgaube, 18. Jahrhundert | D-5-72-132-42 Wikidata  | weitere Bilder |
| Hauptstraße 26 (Standort)                                             | Bürgerhaus                                                                       | Zweigeschossiger Mansarddachbau mit Fachwerkobergeschoss und Aufzugsgaube, Erdgeschoss mit Rundbogenportal mit Kämpfer und Schlussstein flankiert von zwei toskanischen Säulen, erstes Drittel 18. Jahrhundert | D-5-72-132-43 Wikidata  | weitere Bilder |
| Hauptstraße 28 (Standort)                                             | Bürgerhaus                                                                       | Zweigeschossiger traufständiger Halbwalmdachbau mit Fachwerkobergeschoss, 17./18. Jahrhundert | D-5-72-132-44 Wikidata  | weitere Bilder |
| Hauptstraße 29 (Standort)                                             | Wohn- und Geschäftshaus                                                          | Zweigeschossiger Walmdachbau, Sandsteinquader, erste Hälfte 19. Jahrhundert | D-5-72-132-45 Wikidata  | weitere Bilder |
| Hauptstraße 31 (Standort)                                             | Wohn- und Geschäftshaus                                                          | Zweigeschossiger giebelständiger Satteldachbau mit Fachwerkobergeschoss, 17. Jahrhundert | D-5-72-132-46 Wikidata  | weitere Bilder |
| Hauptstraße 32 (Standort)                                             | Wohnhaus                                                                         | Zweigeschossiger Walmdachbau mit Aufzugsgaube und teilweise verputztem Fachwerkobergeschoss, vorn massiv ersetzt, im Kern verm. mittelalterlich, erneuert erste Hälfte 19. Jahrhundert | D-5-72-132-47 Wikidata  | weitere Bilder |
| Hauptstraße 33 (Standort)                                             | Wohnhaus                                                                         | Zweigeschossiger Walmdachbau mit Aufzugsgaube und Fachwerkobergeschoss, 18. Jahrhundert. In der rückwärtigen Scheune Stadtmauer, 15. Jahrhundert. | D-5-72-132-48 Wikidata  | weitere Bilder |
| Hauptstraße 34 (Standort)                                             | Wohnhaus                                                                         | Zweigeschossiger Walmdachbau mit Aufzugsgaube und Fachwerkobergeschoss, frühes 19. Jahrhundert. Hausfigur, 19. Jahrhundert. | D-5-72-132-49 Wikidata  | weitere Bilder |
| Hauptstraße 35 (Standort)                                             | Wohnhaus                                                                         | Zweigeschossiger Walmdachbau mit Aufzugsgaube, Sandsteinquader, Mitte 18. Jahrhundert | D-5-72-132-50 Wikidata  | weitere Bilder |
| Hauptstraße 39 (Standort)                                             | Wohn- und Geschäftshaus                                                          | Zweigeschossiger traufständiger Fachwerkbau mit Walmdach, Erdgeschossfassade Sandsteinquader, 18./19. Jahrhundert, mit älteren Fachwerkteilen, wohl 16. Jahrhundert | D-5-72-132-52 Wikidata  | weitere Bilder |
| Hauptstraße 40 (Standort)                                             | Wohn- und Geschäftshaus                                                          | Zweigeschossiger Satteldachbau mit Giebelschopf und Fachwerkobergeschoss, in Ecklage, 17./18. Jahrhundert | D-5-72-132-53 Wikidata  | weitere Bilder |
| Hauptstraße 42 (Standort)                                             | Wohnhaus                                                                         | Zweigeschossiger Walmdachbau mit verputztem Fachwerkobergeschoss, 17./18. Jahrhundert | D-5-72-132-54 Wikidata  | weitere Bilder |
| Hauptstraße 55 (Standort)                                             | Wohnhaus                                                                         | Zweigeschossiger giebelständiger Satteldachbau mit Schopf und Fachwerkobergeschoss, in Ecklage, dendrochronologisch datiert 1556 | D-5-72-132-57 Wikidata  | weitere Bilder |
| Hauptstraße 65 (Standort)                                             | Wohnhaus                                                                         | Zweigeschossiger, giebelständiger Satteldachbau mit verputztem Fachwerkobergeschoss, dendrochronologisch datiert 1534, Erweiterung dendrochronologisch datiert 1715 | D-5-72-132-58 Wikidata  | weitere Bilder |
| Hauptstraße 67 (Standort)                                             | Wohnhaus                                                                         | Zweigeschossiger Satteldachbau mit Fachwerkgiebel und verputztem Fachwerkobergeschoss, 18. Jahrhundert | D-5-72-132-59 Wikidata  | weitere Bilder |
| Hauptstraße 69 (Standort)                                             | Wohnhaus                                                                         | Zweigeschossiger traufständiger Walmdachbau mit Fachwerkobergeschoss, um 1800 | D-5-72-132-60 Wikidata  | weitere Bilder |
| Hauptstraße 71 (Standort)                                             | Ehemalige Brauerei Polster                                                       | Zweigeschossiger Walmdachbau mit Aufzugsgaube, Erdgeschossfassade aus Sandsteinquadern mit geohrten Fensterrahmungen, Obergeschoss Fachwerk, 1762/63 (dendrochronologisch datiert). An der Grundstücksgrenze Stadtmauer, 15. Jahrhundert. | D-5-72-132-61 Wikidata  | weitere Bilder |
| Hintere Gasse 1 (Standort)                                            | Wohnhaus                                                                         | Zweigeschossiger traufständiger Walmdachbau mit Aufzugsgaube und Fachwerkobergeschoss, in Ecklage, 18. Jahrhundert | D-5-72-132-62 Wikidata  | weitere Bilder |
| Hintere Gasse 4 (Standort)                                            | Wohnhaus                                                                         | Zweigeschossiger traufständiger Satteldachbau mit Zierfachwerkobergeschoss, 17. Jahrhundert | D-5-72-132-64 Wikidata  | weitere Bilder |
| Hintere Gasse 9 (Standort)                                            | Wohnhaus                                                                         | Zweigeschossiger Massivbau mit steilem Walmdach, im Kern wohl Viereckturm der Stadtbefestigung, 15. Jahrhundert | D-5-72-132-65 Wikidata  | weitere Bilder |
| Hintere Gasse 16 (Standort)                                           | Bauernhof: Wohnhaus                                                              | zweigeschossiger Walmdachbau mit Fachwerkobergeschoss, erste Hälfte 19. Jahrhundert | D-5-72-132-67 Wikidata  | weitere Bilder |
| Hintere Gasse 16 (Standort)                                           | Bauernhof: Scheune                                                               | Fachwerkbau mit Satteldach, erste Hälfte 19. Jahrhundert | D-5-72-132-67           | BW             |
| Hintere Gasse 16 (Standort)                                           | Bauernhof: Nebengebäude                                                          | langgestreckter Fachwerkbau mit Satteldach, erste Hälfte 19. Jahrhundert | D-5-72-132-67           | weitere Bilder |
| Hintere Gasse 26 (Standort)                                           | Wohnhaus                                                                         | Zweigeschossiger traufständiger Walmdachbau mit Aufzugsgaube und Tordurchfahrt, Fachwerkobergeschoss, bezeichnet „1760“ | D-5-72-132-72 Wikidata  | weitere Bilder |
| Hintere Gasse 27 (Standort)                                           | Kleinhaus                                                                        | Eingeschossiger giebelständiger Satteldachbau, teilweise Fachwerk, frühes 19. Jahrhundert | D-5-72-132-73 Wikidata  | weitere Bilder |
| Hintere Gasse 28, 28a (Standort)                                      | Wohnhaus                                                                         | Eingeschossiger giebelständiger Satteldachbau mit verputztem Fachwerkgiebel, rückwärtig Anbau, 18. Jahrhundert | D-5-72-132-74 Wikidata  | weitere Bilder |
| Hintere Gasse 28 (Standort)                                           | Nebengebäude                                                                     | Eingeschossiger, traufseitiger Satteldachbau, um 1800 | D-5-72-132-74 Wikidata  | weitere Bilder |
| Hintere Gasse 34 (Standort)                                           | Wohnhaus                                                                         | Zweigeschossiger Walmdachbau mit Aufzugsgaube und Fachwerkobergeschoss, geohrte Fensterrahmungen, 18. Jahrhundert | D-5-72-132-76 Wikidata  | weitere Bilder |
| Hintere Gasse 35 (Standort)                                           | Wohnhaus                                                                         | Schmaler, zweigeschossiger und giebelständiger Satteldachbau mit Fachwerkobergeschoss, 18. Jahrhundert. An der Grundstücksgrenze Stadtmauer, 15. Jahrhundert. | D-5-72-132-77 Wikidata  | weitere Bilder |
| Hintere Gasse 38 (Standort)                                           | Wohnhaus                                                                         | Zweigeschossiger Walmdachbau mit verputztem Fachwerkobergeschoss, 18. Jahrhundert | D-5-72-132-78           | weitere Bilder |
| Hintere Gasse 39 (Standort)                                           | Wohnstallhaus                                                                    | Eingeschossiger, giebelständiger Fachwerkbau mit Satteldach, 18. Jahrhundert | D-5-72-132-79 Wikidata  | weitere Bilder |
| Hintere Gasse 40 (Standort)                                           | Wohnhaus                                                                         | Zweigeschossiger traufständiger Steilsatteldachbau über schmalem Grundriss, mit teilweise freiliegendem Fachwerkobergeschoss, 17./18. Jahrhundert | D-5-72-132-80 Wikidata  | weitere Bilder |
| Hintere Gasse 42 (Standort)                                           | Wohnhaus                                                                         | Dreigeschossiger Walmdachbau, zweites Obergeschoss in Fachwerk und vorkragend, 15./16. Jahrhundert, wohl über ehemaligem Turm der Kirchhofbefestigung | D-5-72-132-81 Wikidata  | weitere Bilder |
| Hintere Gasse 49/49a (Standort)                                       | Doppelwohnhaus                                                                   | Zweigeschossiger Walmdachbau mit verputztem Fachwerkobergeschoss, frühes 19. Jahrhundert | D-5-72-132-82 Wikidata  | weitere Bilder |
| Hintere Gasse 63 (Standort)                                           | Wohnhaus                                                                         | Langgestreckter, zweigeschossiger Walmdachbau mit Fachwerkobergeschoss, Ende 18. Jahrhundert, Verlängerung nach Norden nach 1821 | D-5-72-132-83 Wikidata  | weitere Bilder |
| Hintere Gasse 77 (Standort)                                           | Kleinhaus                                                                        | Zweigeschossiger giebelständiger Satteldachbau mit Fachwerkobergeschoss, erste Hälfte 19. Jahrhundert | D-5-72-132-84 Wikidata  | weitere Bilder |
| Vor Karl-Bröger-Straße 8 (Standort)                                   | Bildstock                                                                        | In der Art einer Lourdesgrotte, mit verglastem Nischenaufsatz und Lourdesmadonna, Bruchstein gemauert, 19. Jahrhundert | D-5-72-132-128 Wikidata | BW             |
| Kiliansplatz 4 (Standort)                                             | Wohnhaus                                                                         | Zweigeschossiger traufständiger Satteldachbau mit verputztem Fachwerkobergeschoss, 18./19. Jahrhundert | D-5-72-132-173          | BW             |
| Kiliansplatz 6 (Standort)                                             | Wohnhaus                                                                         | Zweigeschossiger traufständiger Satteldachbau mit verputztem Fachwerkobergeschoss, 18./19. Jahrhundert | D-5-72-132-85           | weitere Bilder |
| Kiliansplatz 8 (Standort)                                             | Wohnhaus                                                                         | Zweigeschossiger Satteldachbau mit Fachwerkobergeschoss in Ecklage, im Kern Erdgeschoss nach 1487 (dendrochronologisch datiert), Obergeschoss und Dach 1598 (dendrochronologisch datiert), Umbauten im 18. und 19. Jahrhundert | D-5-72-132-86 Wikidata  | weitere Bilder |
| Kirchenplatz 1, Kirchenplatz 3 (Standort)                             | Wohnhaus                                                                         | Gestrecktes Traufseithaus mit Satteldach und Aufzugsgaube, verputztes Fachwerkobergeschoss, im Dachwerk datiert mit 1781. Hausmadonna, Holz gefasst, 17./18. Jahrhundert. | D-5-72-132-89 Wikidata  | weitere Bilder |
| Kirchenplatz 2 (Standort)                                             | Ehemaliges Spital                                                                | Dreigeschossiger, massiver Halbwalmdachbau, zweites Obergeschoss Fachwerk, bezeichnet „1509“, Fachwerkgaube barock, zwei Torpfeiler, barocke Sandsteinpfeiler mit Pilastergliederung und Kugelaufsätzen, 18. Jahrhundert | D-5-72-132-90 Wikidata  | weitere Bilder |
| Kirchenplatz 4 (Standort)                                             | Pfarrhof: Pfarrhaus                                                              | Zweigeschossiger traufständiger Sandsteinquaderbau mit Walmdach, Rundbogenstil, bezeichnet „1843“ | D-5-72-132-92 Wikidata  | weitere Bilder |
| Hauptstraße 2 (Standort)                                              | Pfarrhof: Nebengebäude                                                           | Langgestreckter, zweigeschossiger Walmdachbau, bezeichnet „1790“ | D-5-72-132-92 Wikidata  | BW             |
| Kirchenplatz 4 (Standort)                                             | Pfarrhof: Gartenhaus                                                             | Kleiner Fachwerkbau mit Walmdach, 18. Jahrhundert | D-5-72-132-92 Wikidata  | weitere Bilder |
| Kirchenplatz 4 (Standort)                                             | Pfarrhof, Einfriedungsmauer                                                      | Sandsteinquadermauer mit reliefiertem Tor und Steinpfeilern, 18./19. Jahrhundert | D-5-72-132-92 Wikidata  | weitere Bilder |
| Kirchenplatz 6 (Standort)                                             | Wohnhaus                                                                         | Zweigeschossiger traufständiger Walmdachbau mit Fachwerkobergeschoss, bezeichnet „1780“ | D-5-72-132-93 Wikidata  | weitere Bilder |
| Kirchenplatz 8 (Standort)                                             | Katholische Pfarrkirche St. Magdalena                                            | Gotischer Sandsteinquaderbau, Saalbau mit Satteldach und eingezogenem Polygonalchor, Steindachreiter mit Spitzhelm, Strebepfeiler an Chor und Langhausnordseite, Chor dendrochronologisch datiert 1311, Langhaus dendrochronologisch datiert 1341, mit Ausstattung | D-5-72-132-87 Wikidata  | weitere Bilder |
| Kirchenplatz 8 (Standort)                                             | Bildstock, sogenannte weiße Marter                                               | an vier Seiten reliefierte, spätgotische Sandstein-Aedikula mit den Darstellungen der Kreuzigungsgruppe, der Gregorsmesse sowie der Heiligen Leonhard und Dorothea, wohl 14. Jh. | D-5-72-132-201          | BW             |
| Kirchenplatz 10 (Standort)                                            | Katholische Kapelle St. Marien, ehemaliger Karner, jetzt Kriegergedächtnisstätte | Doppelkapelle, Satteldachbau aus rohem Bruchsteinmauerwerk, mit Dachreiter über dem Westgiebel, um 1400 über den Fundamenten eines Vorgängerbaus von um 1200, mit Ausstattung | D-5-72-132-88 Wikidata  | weitere Bilder |
| Kirchenplatz 11 (Standort)                                            | Ehemaliges Schulhaus                                                             | Zweigeschossiger Sandsteinquaderbau mit flachem Walmdach und Mittelrisalit mit Zwerchhaus, rückwärtig zwei Flügel, 1860 | D-5-72-132-94 Wikidata  | weitere Bilder |
| Marktplatz 1 (Standort)                                               | Ehemaliges Rathaus                                                               | Freistehender zweigeschossiger Satteldachbau mit Fachwerkobergeschoss, Zwerchhaus und barockisierendem Dachreiter, im Kern dendrochronologisch datiert 1407, Aufstockung und Zwerchhaus 1781, Veränderung zum fachwerksichtigen Satteldachbau und Dachreiter 1939/41 | D-5-72-132-96 Wikidata  | weitere Bilder |
| Marktplatz 3 (Standort)                                               | Wohn- und Geschäftshaus                                                          | Zweigeschossiger Satteldachbau mit Schopfwalm und Zierfachwerkobergeschoss, in Ecklage, bezeichnet „1616“ | D-5-72-132-97 Wikidata  | weitere Bilder |
| Marktplatz 4 (Standort)                                               | Gasthof                                                                          | Zweigeschossiger traufständiger Satteldachbau, verputztes Fachwerk, Erdgeschoss gegen den Marktplatz massiv, 17./18. Jahrhundert | D-5-72-132-98 Wikidata  | weitere Bilder |
| Marktplatz 6 (Standort)                                               | Wohn- und Geschäftshaus                                                          | Zweigeschossiger Walmdachbau mit verputztem Fachwerkobergeschoss, spätes 18. Jahrhundert | D-5-72-132-99 Wikidata  | weitere Bilder |
| Marktplatz 7 (Standort)                                               | Wohnhaus                                                                         | Zweigeschossiger traufständiger Satteldachbau mit barockisierender Putzgliederung und Fledermausgauben, 1907 | D-5-72-132-100 Wikidata | weitere Bilder |
| Marktplatz 8 (Standort)                                               | Wohn- und Geschäftshaus                                                          | Zweigeschossiger Mansardwalmdachbau mit Fachwerkobergeschoss, frühes 19. Jahrhundert | D-5-72-132-101 Wikidata | weitere Bilder |
| Marktplatz 10a (Standort)                                             | Nebengebäude                                                                     | Fachwerk, 19. Jahrhundert. | D-5-72-132-101          | weitere Bilder |
| Marktplatz 10 (Standort)                                              | Gasthof Glass                                                                    | Zweigeschossiger Walmdachbau mit Aufzugsgaube und verputztem Fachwerkobergeschoss, 18. Jahrhundert, im Stadel Reste der mittelalterlichen Stadtmauer | D-5-72-132-102 Wikidata | weitere Bilder |
| Marktplatz 10, vor Kirchenplatz 3 (Standort)                          | Kreuzwegstation                                                                  | Sandsteinfigur des das Kreuz tragenden Christus, Nachbildung, 1960 | D-5-72-132-131 Wikidata | weitere Bilder |
| Marktplatz 11 (Standort)                                              | Ehemaliges Bamberger Amtsschloss                                                 | Dreigeschossige, verputzte Zweiflügelanlage über Hakengrundriss, mit westlich und nördlich abgewalmten Steilsatteldächern, Südflügel um 1350, Dach 1417, Umbau 1428 (dendrochronologisch datiert), Ostflügel von Johann Dientzenhofer und Pater Nikolaus Loyson S.J., 1712–20; ehem. Amtsschloss des Hochstifts Bamberg                                                                       | D-5-72-132-103 Wikidata | weitere Bilder |
| Marktplatz 11 (Standort)                                              | Ummauerung                                                                       | Sandsteinmauerwerk, 14.–18. Jh. | D-5-72-132-103          | weitere Bilder |
| Marktplatz 11, am Schlossgraben (Standort)                            | Flurdenkmale                                                                     | Drei Steinkreuze, wohl 17. Jahrhundert. Vier Bildstöcke des 13./14. Jahrhunderts, von 1630 und des 18. Jahrhunderts. | D-5-72-132-132 Wikidata | weitere Bilder |
| Marktplatz 11, am Steinweg (Standort)                                 | Nepomukfigur                                                                     | Steinfigur im Stil des 18. Jahrhunderts, Reproduktion, um 1960 | D-5-72-132-126 Wikidata | weitere Bilder |
| Marktplatz 13 (Standort)                                              | Wohn- und Geschäftshaus                                                          | Zweigeschossiger Walmdachbau mit Aufzugsgaube und Fachwerkobergeschoss, Wappen bezeichnet „1752“, im Kern spätmittelalterlich, 15./16. Jahrhundert | D-5-72-132-104 Wikidata | weitere Bilder |
| Olympiaring, bei der früheren Einfahrt zur Kaserne (Standort)         | Bildstock                                                                        | Hochrechteckiger Sockel, gebauchter Schaft und Aufsatz mit flacher Nische, Sandstein, bezeichnet mit „1802“ | D-5-72-132-130 Wikidata | BW             |
| Reutweg; neben der Kapelle (Standort)                                 | Martersäule                                                                      | rechteckiger Podest mit Säulenschaft und Aufsatz, Sandstein, 18. Jh. | D-5-72-132-202          | BW             |
| Reytherstraße 4 (Standort)                                            | Wohnhaus                                                                         | Zweigeschossiger Satteldachbau mit Giebelschopf und Fachwerkobergeschoss, in Ecklage, 18. Jahrhundert. An der Grundstücksgrenze Stadtmauer, 15. Jahrhundert. | D-5-72-132-106 Wikidata | weitere Bilder |
| Reytherstraße 6 (Standort)                                            | Wohnhaus                                                                         | Zweigeschossiger traufseitiger Satteldachbau mit Aufzugsgaube, Erdgeschoss Sandsteinquader, Obergeschoss Fachwerk, 18. Jahrhundert. Rückwärtig Scheune, Fachwerkbau mit Satteldach, 18. Jahrhundert. An der Grundstücksgrenze Stadtmauer, 15. Jahrhundert. | D-5-72-132-108 Wikidata | weitere Bilder |
| Reytherstraße 7 (Standort)                                            | Wohnhaus                                                                         | Zweigeschossiger traufständiger Satteldachbau mit Fachwerkobergeschoss, 15./16. Jahrhundert | D-5-72-132-109 Wikidata | BW             |
| Reytherstraße 10 (Standort)                                           | Ackerbürgerhaus                                                                  | Zweigeschossiger Satteldachbau mit Fachwerkobergeschoss, 18. Jahrhundert. Zwei Scheunen, Satteldachbauten, 18./19. Jahrhundert. | D-5-72-132-110 Wikidata | weitere Bilder |
| Spiegelgartenstraße, am Spiegelgarten (Standort)                      | Steinkreuz                                                                       | Sandstein, wohl 17. Jahrhundert | D-5-72-132-129          | BW             |
| Steggasse 14, 16 (Standort)                                           | Doppelhaus                                                                       | Zweigeschossiger Walmdachbau mit verputztem Fachwerkobergeschoss, 18. Jahrhundert | D-5-72-132-112 Wikidata | weitere Bilder |
| Nähe Steggasse (Standort)                                             | Scheune                                                                          | Satteldachbau, Fachwerk, erste Hälfte 18. Jahrhundert | D-5-72-132-112          | weitere Bilder |
| Steggasse 15 (Standort)                                               | Wohnstallhaus                                                                    | Eingeschossiger giebelständiger Halbwalmdachbau, Anfang 19. Jahrhundert | D-5-72-132-113 Wikidata | weitere Bilder |
| Steggasse 18 (Standort)                                               | Wohnhaus                                                                         | Zweigeschossiger giebelständiger Satteldachbau, eingemauert Wappenstein des ehemaligen Ansbacher Tores mit zwei Adlerköpfen, bezeichnet mit 1730. Dazu zwei Konsolsteine mit Masken, Anfang 16. Jahrhundert. Hierzu Stadtmauer, 15. Jahrhundert. | D-5-72-132-115 Wikidata | weitere Bilder |
| Steinweg 2 (Standort)                                                 | Wohnhaus                                                                         | Zweigeschossiger giebelständiger Satteldachbau mit Schopfwalm und verputztem Fachwerkobergeschoss, 17./18. Jahrhundert | D-5-72-132-116 Wikidata | BW             |
| Steinweg 3 (Standort)                                                 | Wohnhaus                                                                         | Zweigeschossiger traufständiger Satteldachbau mit Fachwerkobergeschoss, frühes 19. Jahrhundert | D-5-72-132-117          | weitere Bilder |
| Steinweg 5 (Standort)                                                 | Wohnhaus                                                                         | Zweigeschossiger traufständiger Satteldachbau mit vorkragendem Fachwerkobergeschoss, 15./16. Jahrhundert | D-5-72-132-118 Wikidata | weitere Bilder |
| Steinweg 7 (Standort)                                                 | Wohnhaus                                                                         | Zweigeschossiger traufständiger Satteldachbau mit Fachwerkobergeschoss, 18./19. Jahrhundert | D-5-72-132-119 Wikidata | weitere Bilder |
| Steinweg 9 (Standort)                                                 | Wohnhaus                                                                         | Zweigeschossiger traufständiger Satteldachbau mit Fachwerkobergeschoss und korbbogiger Tordurchfahrt, frühes 19. Jahrhundert | D-5-72-132-120 Wikidata | weitere Bilder |
| Steinweg 10 (Standort)                                                | Wohnhaus                                                                         | Zweigeschossiger Walmdachbau mit verputztem Fachwerkobergeschoss, 18. Jahrhundert, verändert nach 1821 | D-5-72-132-121 Wikidata | BW             |
| Steinweg 11 (Standort)                                                | Wohnhaus                                                                         | Eingeschossiger giebelständiger Steilsatteldachbau, 17. Jahrhundert, Erneuerung des Giebelfachwerks im 19. Jahrhundert | D-5-72-132-122 Wikidata | weitere Bilder |
| Würzburger Straße 1 (Standort)                                        | Wappenstein                                                                      | Sandsteintafel mit Baumeisterinschrift, bezeichnet „1787“ | D-5-72-132-123 Wikidata | weitere Bilder |

### Beutelsdorf
| Lage                                                        | Objekt              | Beschreibung                                                                                      | Akten-Nr.               | Bild |
| ----------------------------------------------------------- | ------------------- | ------------------------------------------------------------------------------------------------- | ----------------------- | ---- |
| Beutelsdorfer Straße 10 (Standort)                          | Katholische Kapelle | Saalbau mit Satteldach, dreiseitigem Schluss und Dachreiter, neugotisch, um 1890, mit Ausstattung | D-5-72-132-135 Wikidata | BW   |
| Nähe Schwarzholzstraße, am südlichen Ortseingang (Standort) | Martersäule         | Rechtecksockel mit gebauchter Säule und vierseitigem Aufsatz, Sandstein, 17. Jahrhundert          | D-5-72-132-136 Wikidata | BW   |

### Burgstall
| Lage                                                | Objekt     | Beschreibung                                                    | Akten-Nr.               | Bild |
| --------------------------------------------------- | ---------- | --------------------------------------------------------------- | ----------------------- | ---- |
| Michelbacher Weg 13, Michelbacher Weg 15 (Standort) | Bauernhaus | Zweigeschossiger Walmdachbau mit Fachwerkobergeschoss, vor 1821 | D-5-72-132-138 Wikidata | BW   |

### Eckenmühle
| Lage                    | Objekt                                            | Beschreibung                                                                         | Akten-Nr.               | Bild |
| ----------------------- | ------------------------------------------------- | ------------------------------------------------------------------------------------ | ----------------------- | ---- |
| Eckenmühle 1 (Standort) | Mühle, ehemals zum Schloss Herzogenaurach gehörig | Zweigeschossiger Walmdachbau mit Fachwerkobergeschoss, zweite Hälfte 18. Jahrhundert | D-5-72-132-139 Wikidata | BW   |

### Hammerbach
| Lage                              | Objekt                  | Beschreibung | Akten-Nr.               | Bild                    |
| --------------------------------- | ----------------------- | --- | ----------------------- | ----------------------- |
| Hammerbacher Straße 24 (Standort) | Katholische Ortskapelle | Kleiner Back- und Hausteinbau mit Satteldach, eingezogenem Chor und Giebelreiter mit Spitzhelm, neugotisch, nach Plänen von Gustav Haeberle (Bamberg), bezeichnet „1891“ | D-5-72-132-141 Wikidata | Katholische Ortskapelle |
| Margeritenstraße 1 b (Standort)   | Wohnstallhaus           | Eingeschossiger giebelständiger Satteldachbau, Fachwerk auf Sandsteinquadersockel, 18. Jahrhundert                                                                       | D-5-72-132-142 Wikidata | BW                      |

### Haundorf
| Lage                                                               | Objekt                                                     | Beschreibung | Akten-Nr.               | Bild           |
| ------------------------------------------------------------------ | ---------------------------------------------------------- | --- | ----------------------- | -------------- |
| Nähe Krohäckerstraße, an der Straße nach Herzogenaurach (Standort) | Bildstock                                                  | Hochrechteckiger Sockel mit gebauchtem Schaft und rundbogigem Aufsatz, Sandstein, bezeichnet „1732“                                              | D-5-72-132-148 Wikidata | BW             |
| Haundorfer Straße 6 (Standort)                                     | Katholische Kuratiekirche Sankt Marien und Maria Magdalena | Satteldachbau mit Strebepfeilern und Dachreiter mit Spitzhelm, Heimatstil, von August Meier (Erlangen), Herzogenaurach, 1936–37, mit Ausstattung | D-5-72-132-143 Wikidata | weitere Bilder |
| Haundorfer Straße 28 (Standort)                                    | Wohnhaus                                                   | Zweigeschossiger giebelständiger Satteldachbau mit Fachwerkobergeschoss, bezeichnet „1868“                                                       | D-5-72-132-145 Wikidata | BW             |
| Haundorfer Straße 29 (Standort)                                    | Wohnhaus                                                   | Zweigeschossiger giebelständiger Sandsteinquaderbau mit Satteldach und Volutengiebel, Mitte 19. Jahrhundert                                      | D-5-72-132-146 Wikidata | BW             |
| Haundorfer Straße 32 (Standort)                                    | Wohnstallhaus                                              | Zweigeschossiger Frackdachbau mit verputztem Fachwerkobergeschoss, erste Hälfte 19. Jahrhundert                                                  | D-5-72-132-147 Wikidata | BW             |
| Kapellenstraße 5, an der Straße nach Niederndorf (Standort)        | Wegkapelle                                                 | Kleiner quadratischer Sandsteinquaderbau mit Walmdach, Mitte 18. Jahrhundert, mit Ausstattung                                                    | D-5-72-132-144 Wikidata | BW             |
| Kapellenstraße 5, an der Abzweigung nach Niederndorf (Standort)    | Martersäule                                                | Diamantsockel, runder Schaft und vierseitiger Aufsatz, Sandstein, bezeichnet „1729“, an der Rückwand der Kapelle                                 | D-5-72-132-149 Wikidata | BW             |
| Am Häuslinger Weg, an der alten Straße nach Steudach (Standort)    | Steinkreuz                                                 | Auf der Rückseite mit eingerilltem Kreuz, Sandstein, wohl 17. Jahrhundert                                                                        | D-5-72-132-150 Wikidata | weitere Bilder |

### Hauptendorf
| Lage                                                                          | Objekt      | Beschreibung                                                                                               | Akten-Nr.               | Bild        |
| ----------------------------------------------------------------------------- | ----------- | --- | ----------------------- | ----------- |
| Hauptendorfer Straße 5, Nähe Hauptendorfer Straße, bei der Kapelle (Standort) | Martersäule | Runder Schaft auf Rechtecksockel, vierseitiger Aufsatz mit Kugelbekrönung, Sandstein, Ende 18. Jahrhundert | D-5-72-132-152 Wikidata | Martersäule |
| Hauptendorfer Straße 5, Nähe Hauptendorfer Straße (Standort)                  | Wegkapelle  | Kleiner Walmdachbau, 18./19. Jahrhundert                                                                   | D-5-72-132-151 Wikidata | Wegkapelle  |

### Heinrichsmühle
| Lage                        | Objekt | Beschreibung | Akten-Nr.               | Bild           |
| --------------------------- | ------ | --- | ----------------------- | -------------- |
| Heinrichsmühle 1 (Standort) | Mühle  | Zweigeschossiger massiver Walmdachbau, zweite Hälfte 18. Jahrhundert unter Verwendung älterer Teile, Renovierungsinschrift „1852“ | D-5-72-132-153 Wikidata | weitere Bilder |

### Niederndorf
| Lage                                                                                                   | Objekt                                     | Beschreibung | Akten-Nr.               | Bild           |
| --- | ------------------------------------------ | --- | ----------------------- | -------------- |
| An der Aurach 45 (Standort)                                                                            | Hierzu Böschungsmauer mit schrägen Streben | Sandsteinquader, mit vier Kellereingängen, 18. Jahrhundert                                                                     | D-5-72-132-154 Wikidata | weitere Bilder |
| Sankt-Josefs-Platz 2, Sankt-Josefs-Platz 4, an der Abzweigung nach Lohhof, neben der Kirche (Standort) | Steinkreuz                                 | Sandstein, wohl 17. Jahrhundert                                                                                                | D-5-72-132-157          | weitere Bilder |
| Sankt-Josefs-Platz 8 (Standort)                                                                        | Katholische Pfarrkirche St.Josef           | 1922/23 von Fritz Fuchsenberger (München), mit Ausstattung, in baulichem Zusammenhang mit Pfarrhaus, Schwesternheim und Schule | D-5-72-132-155 Wikidata | weitere Bilder |
| Zum Voltensteg 4 (Standort)                                                                            | Wohnhaus                                   | Eingeschossiger Satteldachbau mit Fachwerkgiebel, 18./19. Jahrhundert                                                          | D-5-72-132-156 Wikidata | weitere Bilder |

### Steinbach
| Lage                    | Objekt     | Beschreibung | Akten-Nr.               | Bild |
| ----------------------- | ---------- | --- | ----------------------- | ---- |
| Lerchenweg 4 (Standort) | Steinkreuz | Mit verkürzten Kreuzarmen und einer menschlichen Figur mit ausgebreiteten Armen auf der Schauseite, grauer Sandstein, um 1520 | D-5-72-132-160 Wikidata | BW   |

### Welkenbach
| Lage                       | Objekt      | Beschreibung                                                               | Akten-Nr.               | Bild |
| -------------------------- | ----------- | -------------------------------------------------------------------------- | ----------------------- | ---- |
| Holzäckerstraße (Standort) | Ortskapelle | Kleiner massiver Walmdachbau mit rechteckiger Eingangstür, 18. Jahrhundert | D-5-72-132-161 Wikidata | BW   |

### Keinem Ortsteil zugeordnet
| Lage | Objekt        | Beschreibung | Akten-Nr.    | Bild |
| --- | ------------- | --- | ------------ | ---- |
| Michelbacher Grenzäcker; Römerreuth; Auf der Hirschleck; Bei Steinbach; VonSteinbach zur Kreisstraße HÖS 14; Brunnwiesen; Nähe Steinbacher Straße; Schleifmühlbach; Steinbacher Straße () | 7 Grenzsteine | Teil der Grenzsteinreihe der 1541 festgelegten Territorialgrenze zwischen den Markgrafentümern Brandenburg-Ansbach und Brandenburg-Kulmbach, rechteckige, an den Seiten reliefierte Sandsteinpfeiler, gesetzt 1753 | D-5-73-123-4 |      |

## Ehemalige Baudenkmäler
In diesem Abschnitt sind Objekte aufgeführt, die früher einmal in der Denkmalliste eingetragen waren, jetzt aber nicht mehr. Objekte, die in anderem Zusammenhang also z. B. als Teil eines Baudenkmals weiter eingetragen sind, sollen hier nicht aufgeführt werden. Aktennummern in diesem Abschnitt sind ehemalige, jetzt nicht mehr gültige Aktennummern.

| Lage                                                                   | Objekt       | Beschreibung | Akten-Nr.               | Bild |
| ---------------------------------------------------------------------- | ------------ | --- | ----------------------- | ---- |
| Herzogenaurach Am Rahmberg 3                                           | Kleinhaus    | Eingeschossiger Satteldachbau mit Fachwerkgiebel, 18. Jahrhundert. Hierzu Rest der Stadtmauer, verbaut, 15. Jahrhundert | D-5-72-132-9            | BW   |
| Herzogenaurach Am Rahmberg 17                                          | Wohnhaus     | Mit Satteldach, wohl über Viereckturm der Stadtbefestigung errichtet, im Kern 15. Jahrhundert                           | D-5-72-132-11 Wikidata  | BW   |
| Herzogenaurach Hintere Gasse 2                                         | Walmdachhaus | Walmdachhaus, Obergeschoss Fachwerk, erste Hälfte 19. Jahrhundert                                                       | D-5-72-132-63 Wikidata  | BW   |
| Niederndorf An der ehemaligen Landkreisgrenze, Mittelbacher Grenzäcker | Grenzstein   | 18. Jahrhundert | D-5-72-132-158          | BW   |
| Steinbach Steinbacher Straße 3, an der Brücke über den Schleifmühlbach | Grenzstein   | Mit Wappen, 18. Jahrhundert                                                                                             | D-5-72-132-159 Wikidata | BW   |

## Abgegangene Baudenkmäler
In diesem Abschnitt sind Objekte aufgeführt, die früher einmal in der Denkmalliste eingetragen waren, jetzt aber nicht mehr existieren, z. B. weil sie abgebrochen wurden. Aktennummern in diesem Abschnitt sind ehemalige, jetzt nicht mehr gültige Aktennummern.

| Lage                           | Objekt        | Beschreibung                                                  | Akten-Nr.               | Bild |
| ------------------------------ | ------------- | ------------------------------------------------------------- | ----------------------- | ---- |
| Herzogenaurach Reytherstraße 5 | Traufseithaus | Obergeschoss teilweise Fachwerk, erste Hälfte 19. Jahrhundert | D-5-72-132-107 Wikidata | BW   |